# ژان-کلود بریسو
ژان-کلود بریسو (فرانسوی: Jean-Claude Brisseau‎؛ ۱۷ ژوئیهٔ ۱۹۴۴ – ۱۱ مهٔ ۲۰۱۹) کارگردان فیلم اهل فرانسه بود.
وی همچنین برندهٔ جوایزی همچون پلنگ طلایی و نامزد دریافت خرس طلایی در چهل و دومین دوره جشنواره فیلم برلین برای فیلم سلین در سال ۱۹۹۲ شده‌است.
از فیلم‌های او می‌توان به فرشتگان نابودگر، فرشته سیاه، زفاف سپید، دختری از ناکجا، به‌سوی ماجرا، سلین، فرشته سیاه، کفش‌های کهنه خدا، بازی بی‌رحمانه، از خشم و هیاهو و چیزهای محرمانه اشاره کرد.